# Chiquinho Baiano
Francisco Gomes Andrade Júnior, mais conhecido como Chiquinho Baiano (Feira de Santana, 13 de março de 1980) é um ex-futebolista brasileiro revelado pelo Bahia que atuava como lateral-esquerdo.

## Títulos
Bahia
- Campeonato Baiano: 2001
- Copa do Nordeste: 2001, 2002

Atlético-GO
- Campeão Brasileiro da Série C - 2008